# Nagy fülemüle
A nagy fülemüle (Luscinia luscinia) a madarak (Aves) osztályának verébalakúak (Passeriformes) rendjébe, ezen belül a légykapófélék (Muscicapidae) családjába tartozó faj.
Nemének a típusfaja.
A Magyar Madártani Egyesület rendszerbesorolása szerint a rigófélékhez tartozik.

## Előfordulása
Európában és Ázsiában költ, hosszútávú vonuló, eljut Afrika déli részére is. Folyók melletti erdők sűrű aljnövényzetében él.

## Megjelenése
Testhossza 16 centiméter, a szárnyfesztávolsága 24-26 centiméter, testtömege 24-30 gramm. Közeli rokonától, a fülemülétől felhőzött melle, sötétebb felsőteste és barnás farka különbözteti meg.

## Életmódja
A talajszinten, avarban gyűjtött rovarokkal, férgekkel és csigákkal táplálkozik. Tavasszal a hím éjjel és nappal egyaránt sokat énekel. Az  ének különösen erőteljes és dallamos, sok kilométerről is jól hallható. Hasonlít a fülemüle énekéhez, de hiányzik belőle annak jellegzetes bevezető "crescendo"-ja.

## Szaporodása

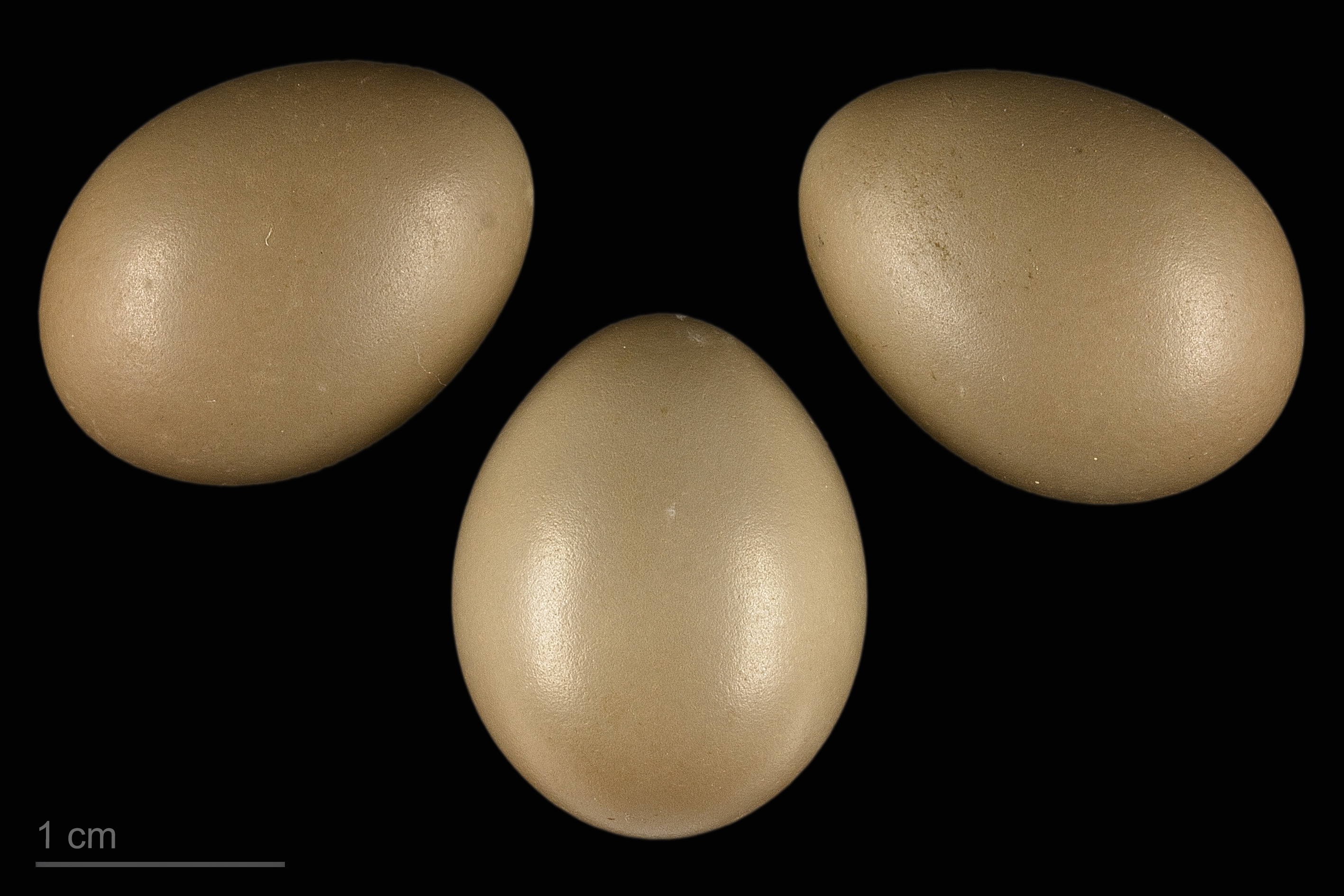
Luscinia luscinia

Fűz-nyár ligeterdők aljnövényzetébe a tojó készíti csésze alakú fészküket. Fészekalja 4-6 tojásból áll, melyeken 13 napig kotlik. A fiókákat még 11-13 napig gondozza.

## Kárpát-medencei előfordulása
Áprilistól szeptemberig tartózkodik Magyarország északkeleti részén, kis egyedszámban, de rendszeres fészkelőként. 

## Képgaléria

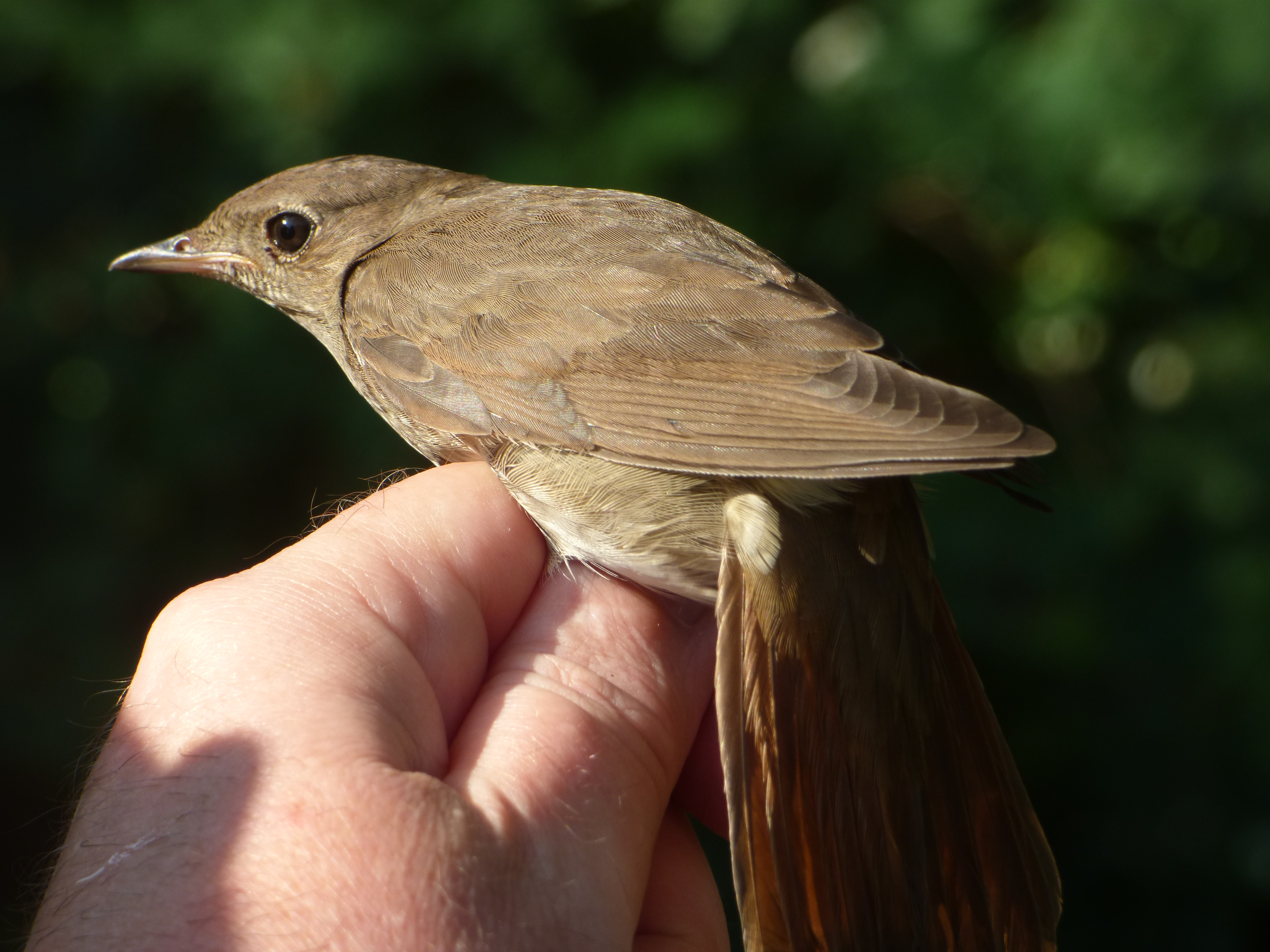
Gyűrűzött nagy fülemüle az Ócsai Madárvártán